# Warhammer 40,000: Darktide
Warhammer 40,000: Darktide — кооперативная компьютерная игра в жанре action и шутера от первого лица, разработанная шведской студией Fatshark и вышедшая 30 ноября 2022 года для платформы Windows. 3 декабря 2024 года игра была портирована на PlayStation 5.

## Сюжет
Действие игры происходит в вымышленной вселенной Warhammer 40,000; персонажи игры — граждане Империума, сражающиеся с еретиками и порождениями Хаоса в подземельях города-улья Терциум на планете Атома Прайм. Большая часть событий игры разворачивается в подземельях глубоко под Терциумом.
Сценарий к игре написан писателем Дэном Абнеттом. Сюжет игры начинается с эпизода на тюремном транспорте «Танкред Прайм», перевозящем заключённых на планету Атома Прайм. Внезапно корабль атакуют последователи бога Хаоса Нургла, Повелителя Чумы и Разложения. Игрок, выступающий в роли одного из заключённых, спасает экспликатора Зо́лу, и вместе они покидают корабль. В обмен на спасение Зола предлагает заключённому заменить свой смертный приговор на службу среди таких же «добровольцев» под началом Инквизиции, расследующей появление еретиков и демонов Хаоса на планете. Со своего корабля «Траурная звезда», ставшего оперативной базой развёртывания на орбите Атома Прайм, Инквизиция высаживает отряды зачистки в отдельные сектора Терциума с различными задачами по обнаружению и уничтожению наиболее ярких проявлений Хаоса.
Подобно другим играм-сервисам, происходящие события, предыстории и отношения персонажей будут развиваться через общее повествование, развивающееся на еженедельной основе.

## Игровой процесс
По игровому процессу Darktide напоминает другие кооперативные игры в духе Left 4 Dead и ранее выпущенной Fatshark дилогии Vermintide: группа из четырёх игроков должна, действуя совместно, перемещаться по игровому уровню и отбивать периодические нападения волн врагов, которыми управляет компьютер. Вместо каких-либо определённых, заранее заданных персонажей игра позволяет игроку гибко настроить собственного героя — выбрать для него класс, пол, внешний вид и предысторию персонажа. В игре есть четыре класса персонажей: ветеран, фанатик, огрин и псайкер. По мере получения опыта персонажи получат доступ к новым типам оружия и разблокируемым навыкам. Игроки могут выбирать себе любые классы — даже составить всю команду из одних огринов или псайкеров — но такие однотипные группы могут оказаться уязвимыми при столкновении с определёнными врагами и ситуациями
Персонажи Darktide сочетают оружие ближнего и дальнего боя — они могут пытаться нейтрализовать далеких врагов с помощью прицельных выстрелов и гранат или расстреливать противников в упор, но оставшийся без боеприпасов герой может сражаться и врукопашную. У всех персонажей есть «щит» — вид защиты, оберегающий от вражеских выстрелов и восстанавливающийся вне боя. Для разных классов он объясняется по-разному — так, ветерана защищает броня, псайкера — психические силы, черпаемые из варпа, а фанатика — чудесная вера в Бога-Императора.
В отличие от Vermintide 2, где каждый уровень был строго спроектирован для одного и того же задания, в Darktide на одной и той же карте может разворачиваться несколько миссий. Такая миссия может включать в себя и необязательные второстепенные цели — за их выполнение игроки получат дополнительные награды. В игре есть несколько регулировок сложности: так, можно настроить количество врагов, противостоящих игрокам, и получаемый игровыми персонажами урон; это означает, что одна и та же миссия может разворачиваться как стелс против малочисленных, но сильных противников, и как «мясной» шутер против орды слабых по отдельности, но берущих числом врагов. За победы в миссиях игроки могут получить случайные трофеи, а также внутриигровую валюту, на которую можно покупать оружие; особо ценные предметы можно заполучить с помощью системы «контрактов», требующих выполнения определённых условий. В игре есть предметы, позволяющие игроку самому модернизировать уже имеющееся оружие и, например, перенести полезные бонусы с одного предмета на другой.

## Разработка
Игра была впервые анонсирована в июле 2020 года на мероприятии Xbox Games Showcase; на тот момент предполагаемой датой выхода игры для персональных компьютеров и Xbox Series был объявлен 2021 год. Сценаристом игры стал британский писатель Дэн Абнетт, автор многочисленных романов по вселенной Warhammer 40,000. Для персонажей игры было написано 75 тысяч строк возможных диалогов.
В июле 2021 года студия сообщила, что разработка затягивается из-за трудностей, связанных с продолжавшейся пандемией COVID-19; выпуск несколько раз переносился в течение 2022 года, пока не приобрёл окончательную дату — 30 ноября 2022 года. Закрытое бета-тестирование игры было доступно с 14 по 16 октября 2022 года среди ограниченного числа пользователей, оформивших предзаказ. Более широкое открытое бета-тестирование стало доступно с 17 ноября для всех игроков, оформивших предзаказ.